# Aaly Tokombajew

Statue von Aaly Tokombajew in Bischkek

Aaly Tokombajew (kirgisisch Аалы Токомбаев; geb. 25. Oktoberjul. / 7. November 1904greg. in Chon-Kaiyndy, Russisches Kaiserreich; gest. 19. Juni 1988 in Frunse, Kirgisische SSR), auch unter dem Pseudonym Balka bekannt, war ein kirgisischer Dichter.

## Leben und Werk
Tokombajew begann bereits 1924 mit ersten Veröffentlichungen. 1927 machte er seinen Abschluss an der Zentralasiatischen Kommunistischen Universität in Taschkent und wurde Mitglied in der KPdSU.
In der Folgezeit leistete Tokombajew einen wichtigen Beitrag zur Entstehung und Entwicklung der sowjetischen Kirgisischen Literatur. Er schrieb die Gedichtsammlungen О Ленине („Über Lenin“, 1927), Цветы труда („Blumen der Arbeit“, 1932) und Ранние стихи („Frühe Gedichte“, 1934) sowie die Novellen Днестр впадает в глубокое море („Der Dnister mündet ins tiefe Meer“, 1939) und Раненое сердце („Das verwundete Herz“, 1940).
Während des Großen Vaterländischen Krieges (1941–1945) schrieb Tokombajew patriotische Gedichte, die poetische Erzählung Земляк Манаса („Der Landsmann von Manas“, 1941) und die Gedichtsammlung Благодарность („Dankbarkeit“, 1944). Außerdem verfasste er den Text der Nationalhymne der Kirgisischen SSR (1946) mit. In den Nachkriegsjahren und den 1960ern trat er mit den Erzählgedichten Своими глазами („Mit den eigenen Augen“, 1952), Моя метрика („Meine Geburtsurkunde“, 1955), Мелодия комуза („Die Melodie der Komuz“, 1960) und Живая история („Lebendige Geschichte“, 1969) sowie der Sammlung Голос времени („Die Stimme der Zeit“, 1966) als meisterhafter Realist in Erscheinung. Tokombajew schrieb auch einen Versroman über den kirgisischen Befreiungskampf gegen den Zarismus, Перед зарёй („Vor dem Morgengrauen“), der aus den beiden Bänden Кровавые годы („Die blutigen Jahre“, 1935) und „Vor dem Morgengrauen“ (1947) besteht. Das Werk wurde 1966 ins Russische übersetzt, 1967 erhielt Tokombajew dafür den Toktogul-Satylganow-Staatspreis der Kirgisischen SSR.
Tokombajews Werke wurden in viele nationale Sprachen der Sowjetunion übersetzt. Tokombajew übersetzte selbst Werke von Goethe, Schiller, A. S. Puschkin, M. J. Lermontow, W. W. Majakowski, S. J. Marschak, Nezāmi, Abai Qunanbajuly und Schambyl Jabayew. Von 1934 bis 1949 war er Vorsitzender des Kirgisischen Schriftstellerverbandes.

## Ehrungen
- Volksdichter von Kirgisistan (1945)
- 2 Leninorden (1946, 1974)
- Ehrenzeichen der Sowjetunion (1951)
- Mitglied der Akademie der Wissenschaften der Kirgisischen SSR (1954)
- 3 Orden des Roten Banners der Arbeit (1955, 1958, 1964)
- Held der Sozialistischen Arbeit (1974)
- Orden der Oktoberrevolution (1984)

## Werke
- Chïgarmalar, 2 Bände, Frunse 1958.
- Jaralangan jurök, Frunse 1963.
- Tandalgan chïgarmalarïnïn üch tomduk jïynagï, 3 Bände, Frunse 1972–1973.
- Belegim: Lirikalïk ïrlar, Frunse 1974.

In russischer Übersetzung:
- Melodiia komuza, Frunse 1962.
- Stikhotvoreniia, Moskau 1974.